# ایکینجی یددی اویماق
ایکینجی یددی اویماق (به ترکی آذربایجانی: İkinci Yeddioymaq) یک منطقه مسکونی در جمهوری آذربایجان است که در شهرستان ماساللی واقع شده است. ایکینجی یددی اویماق ۱۰۷۰ نفر جمعیت دارد.